# Хингов
Хингов (Обихинго́у, Хингоб, Хингоу, Оби-Хингоу, Хуллес, Хуль-лёс, тадж. Хингоб, Хингов, Обихингов) — река в Таджикистане, левый приток реки Вахш, которая до впадения Обихингоу называется Сурхоб.
Река Обихингоу образуется на высоте 2582 м при слиянии двух истоков: Гармо (левый) и Каргасруд (правый; прежде Киргизоб). На расстоянии 1,5 км от истока принимает крупный левый приток Бохуд. Течёт в направлении с востока на запад. Устье находится в 8 километрах к востоку от Дарбанда. Длина (с истоком Гармо) составляет 205 км, площадь бассейна — 6660 км².
С севера бассейн Обихингоу ограничен хребтом Петра Первого, а с юга — Дарвазским хребтом от долины Пянджа и Ванча. Режим стока в верховьях реки характеризуется сравнительно постепенным увеличением расходов воды во время весенне-летнего половодья. Максимальный расход воды наблюдается обычно в июле. Средняя годовая мутность воды в низовье реки превышает 4000 г/м³.
С гидронимом Вахш (богиня орошения и плодородия у жителей Древней Бактрии) имеет семантическую связь местность Вахё: Вахёи Боло (Верхний Вахё) — территория верхнего течения реки Обихингоу, Вахёи Поён (Нижний Вахё) — территория нижнего течения реки Обихингоу.